# استان تیرا دل فوئگو، شیلی
تیه‌را دل فوئگو (به اسپانیایی: Provincia de Tierra del Fuego) یک استان در شیلی است که در منطقه ماژلان و جنوبگان شیلی واقع شده‌است. تیه‌را دل فوئگو ۲۲٬۵۹۲٫۷ کیلومتر مربع مساحت و ۶٬۶۵۶ نفر جمعیت دارد.